# Бочкарёва, Светлана Игоревна
Светлана Игоревна Бочкарёва (31 июля 1990) — российская лыжница и биатлонистка, чемпионка России по биатлону, призёр чемпионатов России по биатлону и летнему биатлону. Мастер спорта России по лыжным гонкам и биатлону.

## Биография
Выступала за Центр спортивной подготовки Республики Удмуртия,позднее - за Академию биатлона Красноярский край, позднее - за Республику Башкортостан и команду Вооружённых сил РФ. Тренеры — А. В. Зайцев, В. В. Моисеев.
В начале карьеры занималась лыжными гонками. В 2013 году перешла в биатлон, хотя ещё до того участвовала в отдельных соревнованиях.
Становилась чемпионкой России в 2014 году в гонке патрулей и в 2016 году в эстафете, также завоёвывала серебряные медали. В летнем биатлоне стала серебряным призёром чемпионата России в эстафете (2017).
Окончила Удмуртский государственный университет (2013).